# Společenství portugalsky mluvících zemí

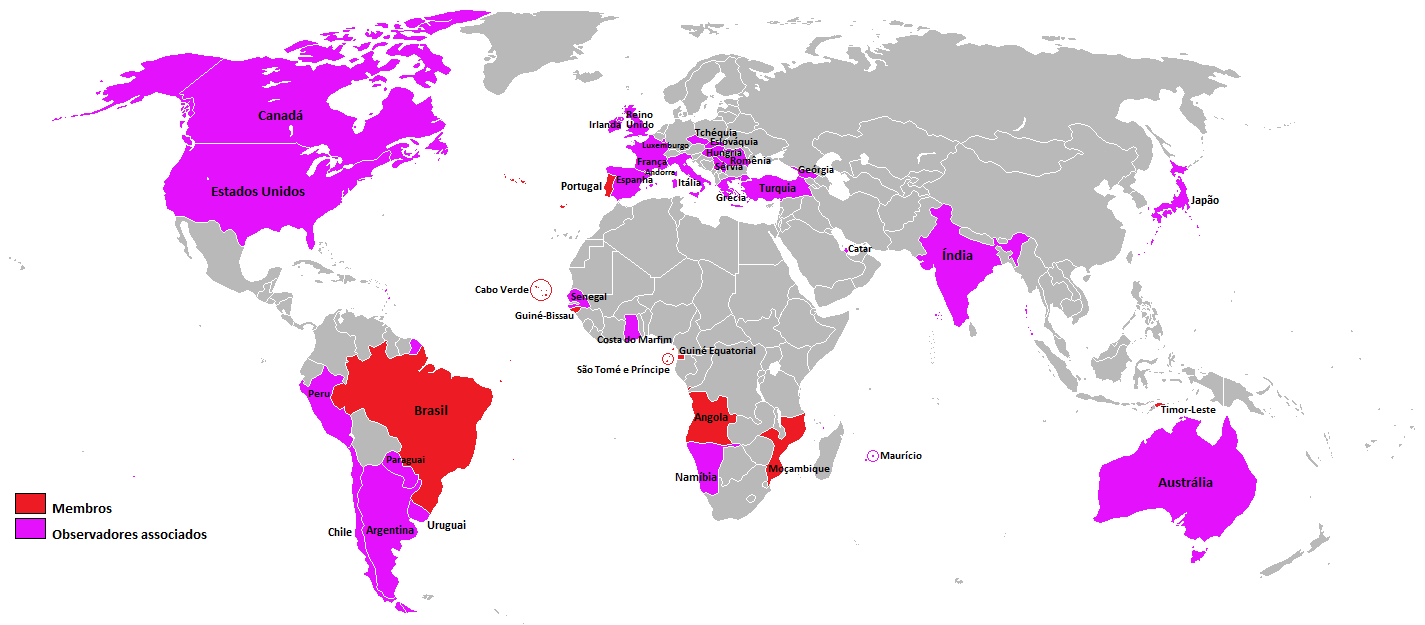
Zúčastněné státy CPLP (červeně zúčastněné státy, růžově pozorovatelé

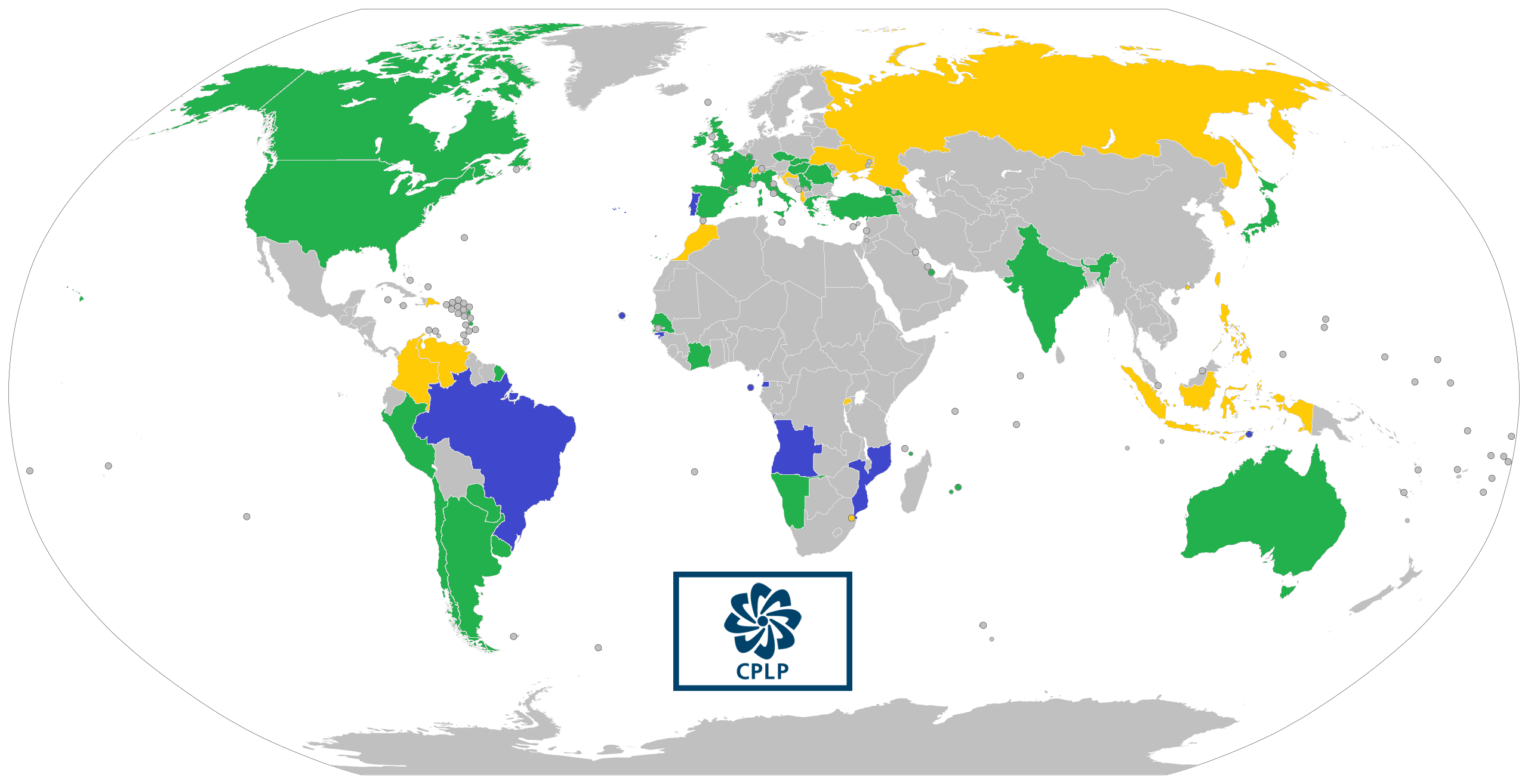
Státy CPLP

Společenství portugalsky mluvících zemí (portugalsky Comunidade dos Países de Língua Portuguesa, zkratka CPLP), neboli nesprávně také Lusofonie, je sdružení devíti států, ve kterých je úředním nebo jedním z úředních jazyků portugalština. Označení Lusofonie se spíše používá pro bývalé portugalské kolonie nebo všechny státy a území, v nichž se mluví portugalsky.
Portugalština, kterou hovoří na celém světě okolo 200 milionů mluvčích, existuje ve dvou odlišných, i když vzájemně srozumitelných variantách: evropské, která se používá ve všech portugalsky mluvících zemích s výjimkou Brazílie, a brazilské.

## Zúčastněné státy

### Členské státy
- Angola (Angola)
- Brazílie (Brasil)
- Guinea-Bissau (Guiné-Bissau)
- Kapverdy (Cabo Verde)
- Mosambik (Moçambique)
- Portugalsko (Portugal)
- Svatý Tomáš a Princův ostrov (São Tomé e Príncipe)
- Východní Timor (Timor-Leste)
- Rovníková Guinea (Guiné Equatorial)

### Status pozorovatele
- Mauricius (od července 2006)
- Senegal (od července 2008)
- Gruzie (od července 2014)
- Japonsko (od července 2014)
- Namibie (od července 2014)
- Turecko (od července 2014)
- Česko (od listopadu 2016)
- Maďarsko (od listopadu 2016)
- Slovensko (od listopadu 2016)
- Uruguay (od listopadu 2016)
- Andorra (od července 2018)
- Argentina (od července 2018)
- Chile (od července 2018)
- Francie (od července 2018)
- Itálie (od července 2018)
- Lucembursko (od července 2018)
- Spojené království (od července 2018)
- Srbsko (od července 2018)
- Kanada (od července 2021)
- Řecko (od července 2021)
- Indie (od července 2021)
- Irsko (od července 2021)
- Pobřeží slonoviny (od července 2021)
- Katar (od července 2021)
- Španělsko (od července 2021)
- Peru (od července 2021)
- Rumunsko (od července 2021)
- Spojené státy americké (od července 2021)
- Paraguay (od srpna 2023)